# 1986年の富士グランチャンピオンレース
1986年の富士グランチャンピオンレースは、1986年（昭和61年）3月29日 - 30日に開幕し、同年10月18日 - 19日に閉幕した全4戦によるシリーズである。

## 開催カレンダー及び勝者
| 開催日        | 開催地 | イベント名                   | 優勝 | 優勝                                     | PP | PP                                            |
| 開催日        | 開催地 | イベント名                   | #    | ドライバー - 車名 - 周回数               | #  | ドライバー - 車名 - タイム                    |
| 3月29日-30日  | 富士   | 富士スーパースピードレース   | 19   | 星野一義 BYZERO 85S 25周                 | 7  | ジェフ・リース ムーンクラフト SPL85 1分19秒65 |
| 6月7日-8日    | 富士   | 富士グランスピードレース     | 7    | ジェフ・リース ムーンクラフト SPL85 45周 | 7  | ジェフ・リース ムーンクラフト SPL85 1分22秒89 |
| 9月6日-7日    | 富士   | 富士インタースピードレース   | 8    | 松本恵二 CABIN 86S ヤマハ 40周           | 7  | ジェフ・リース ムーンクラフト SPL85 1分19秒49 |
| 10月18日-19日 | 富士   | 富士マスターズスピードレース | 7    | ジェフ・リース ムーンクラフト SPL85 45周 | 7  | ジェフ・リース ムーンクラフト SPL85 1分18秒37 |